# Teresa Ribeiro
 (février 2022).
Si vous disposez d'ouvrages ou d'articles de référence ou si vous connaissez des sites web de qualité traitant du thème abordé ici, merci de compléter l'article en donnant les références utiles à sa vérifiabilité et en les liant à la section « Notes et références ».
Teresa Ribeiro est la représentante de l'OSCE pour la liberté des médias depuis fin 2020.

## Biographie
Elle a été nommée au poste de représentant de l'OSCE pour la liberté des médias le 4 décembre 2020 pour un mandat de trois ans.
Avant d'occuper ce poste, elle a été secrétaire d'État aux Affaires étrangères et à la Coopération au ministère portugais des Affaires étrangères, tout en étant présidente de la Commission nationale des droits de l'homme.
Elle a également été secrétaire d'État aux Affaires européennes au ministère des Affaires étrangères du Portugal et secrétaire générale adjointe de l'Union pour la Méditerranée.
Tout au long de sa carrière, Teresa Ribeiro a occupé différents postes dans le domaine des médias, tant au Portugal que dans des organisations multilatérales, comme présidente de l'Institut des médias du Portugal, présidente du comité directeur sur les médias de masse du Conseil de l'Europe, ainsi que cofondatrice et première présidente élue du conseil d'administration d'Obercom - Observatoire des médias.